# Moštenica
Moštenica je obec na Slovensku v okrese Banská Bystrica.

## Historie
První písemná zmínka o obci pochází z roku 1340 pod názvem Mosnyce. Našel se zde žárový hrob lužické kultury z mladší doby bronzové. Obec se vznikla při thurzových hutích (scezovací a rafinovací) na území Moštenice patřícím do katastru Podkonic. Od roku 1503 od začátku 18. století byly hutě významným článkem banskobystrického měďařského podniku, poté byly adaptovány na zpracování železné rudy. Do roku 1804 tu fungovaly dvě slévací pece, v letech 1796 – 1870 hamr na zkujňování surového železa z Hronce. Pracovalo se zde v místních měďařských, poté železářských střediscích, na pile a ve státních lesích.
Během Slovenského národního povstání byla v Moštenici partyzánská nemocnice a v okolí působily silné partyzánské oddíly.

## Osobnosti
- Bohumil Golián – česko-slovenský volejbalista
- doc. RNDr. Ivan Náter – slovenský fyzik
- Ján Mihál – jazykovědec a překladatel
- Lea Mrázová – akademická malířka